# Nationalsocialistiska förbundet
Nationalsocialistiska Förbundet (NSF), var en nazistisk organisation grundat 1933 av tidningsmannen Malte Welin.
Det var de enda av de försök till organisationsbildning av den svenske nazisten Malte Welin under 1930-talet, vilket ledde till något verkligt politiskt parti.
NSF bildades av Malte Welin 1933, för att uppgå i Nationalsocialistiska Blocket, vid dess bildande i slutet av samma år. NSF:s pressorgan var Landet Fritt.